# Єжи Міхальський
Єжи Якуб Міхальський (пол. Michalski Jerzy Jakub 18 березня 1870 Ярослав, 24 листопада 1956 Краків) — польський економіст, міністр скарбниці Другої Польської Республіки, банкір, менеджер.

## Біографія
У 1888 р. закінчив муніципальну гімназію ім. Станіслава Конарського у Ряшеві.
З 1906 був доцентом кафедри казначейства в Ягеллонському університеті. У 1911-1924 роках працював головним виконавчим директором Національного банку Королівства Галичини та Володимирії у Львові.
Після відновлення незалежності (26 вересня 1921-6 червня 1922) працював у двох офісах казначейства Ентоні Поніковськи. Був послідовником забезпечення стабільності польської марки і погашення інфляції. Спочатку спирався на внутрішні можливості Польщі, а після тимчасового краху (листопад 1921-лютий 1922) стабілізації польської валюти був прихильником отримання іноземних стабілізаційних кредитів.
Після відставки уряду, став членом керівних органів багатьох підприємств, в основному пов'язаних із австрійським та німецьким капіталом. У той же час (1925-1939) був професором економіки, викладачем в університетах Львова (почесний професор у Львівській Політехніці), а також Варшави і Кракова. У останніх двох викладав у кінці Другої Світової війни. Почесний професор Львівської політехніки.
У міжвоєнний період був головою правління польсько-фінського товариства, заснованого у Варшаві в 1928 року.
Похований на Раківському кладовищі в Кракові.

## Праці
Автор кількох десятків робіт у галузі податкового, адміністративного та державного права, у тому числі:
- Австрійський загальний податок на прибуток, Austriacki powszechny podatek dochodowy, Краків 1903;
- Економічне сонцестояння в світі та в Польщі, Przesilenie gospodarcze światowe i w Polsce (1931)
- Пенсійна проблема в польській державі, Zagadnienie emerytalne w państwie polskim (1937)

Писав статті в професійній пресі та в "Ateneum Polskiego" і "Przeglądzie Polskie".